# عاموس واندرو
آموس وأندرو (بالإنجليزية: Amos & Andrew)‏ هو فيلم كوميدي صدر في سنة 1993. من بطولة نيكولاس كيج وصامويل جاكسون وبراد دوريف.

## الميزانية والإيرادات
بلغت تكلفة إنتاج الفيلم حوالي 17 مليون دولار بينما حقق أرباحا تقدر بـ 9745803 دولار.

## وصلات خارجية
- عاموس واندرو على موقع IMDb (الإنجليزية)
- عاموس واندرو على موقع روتن توميتوز (الإنجليزية)
- عاموس واندرو على موقع نتفليكس (الإنجليزية)
- عاموس واندرو على موقع ألو سيني (الفرنسية)
- عاموس واندرو على موقع Turner Classic Movies (الإنجليزية)
- عاموس واندرو على موقع أول موفي (الإنجليزية)
- عاموس واندرو على موقع بوكس أوفيس موجو (الإنجليزية)
- عاموس واندرو على موقع فيلمافينيتي (الإسبانية)
- عاموس واندرو على موقع قاعدة بيانات الفيلم (الإنجليزية)
- عاموس واندرو على موقع ليتربوكسد (الإنجليزية)